# 王永譽
王永譽（？—1704年），字孝揚，清朝軍事將領。
康熙九年，襲男爵。康熙十三年，任河南提督、安徽提督。康熙十七年，任江南提督。康熙十九年，任廣東將軍。康熙二十七年，任正紅旗漢軍都統。康熙四十三年，去世，祀河南名宦祠。